# 彩月貴央
彩月 貴央（あやつき たかおう、1990年10月23日 - ）は、日本の女優、ファッションモデル、タレント。愛知県出身、北海道育ち。

## 略歴・人物
- 2003年、『U-15.F スキにさせて!』（テレビ東京系）でデビュー[1]。[2]。当初はオスカープロモーションに所属していた。
- 家族構成は父、母、弟。2020年時点では息子が3人いる[3]。
- 特技は習字、歌、作詞、お菓子作り、トールペイント、ピアノ、一輪車、スキー、スピードスケート。

## 作品

### シングル
- MY PRECIOUS FRIENDS（Index music） - 「時空警察ヴェッカーシグナ」エンディング主題歌
- FAITH（Index music） - 「時空警察ヴェッカーシグナ」挿入歌

### 映像作品
- たったかたかおー（ぶんか社、2004年）
- 中学2年生13才 ピュアフレンズ〜はじめてのたかおー体験記（インフォバーン、2004年）
- harmony（ソニー・ミュージックディストリビューション、2005年）
- 好夏(3) 星空のユグドラシル（イーネット・フロンティア、2005年）
- 好夏のタネ(3)（イーネット・フロンティア、2005年）
- touch（ぶんか社、2006年）
- Takaou's Diary（オルスタックピクチャーズ、2007年）

## 出演

### テレビドラマ
- 特捜戦隊デカレンジャー 第15・16話（2004年5月23日・30日、テレビ朝日） - メリア（フローラ） 役
- 時空警察ヴェッカーシグナ（2007年7月6日 - 9月21日、TOKYO MX） - 夏沢るり香 / シグナルリー 役
- キューティーハニー THE LIVE 第2話（2007年10月9日、テレビ東京系） - 水野陽子 役
- ドラマ30 熱血ニセ家族（2007年10月29日 - 12月28日、CBC制作 / TBS系） - 山之内翠 役
- 4姉妹探偵団 第2話（2008年1月25日、テレビ朝日）
- 放課後探偵クラブ（2008年3月、ディズニー・チャンネル） - アカネ 役
- ひるドラ オーバー30（2009年1月5日 - 2月27日、CBC制作 / TBS系） - 白鳥梨絵 役

### テレビ番組
- ジェネジャン（日本テレビ） - ゲスト
- U-15.F スキにさせて!（2003年、テレビ東京系） - レギュラー

### 雑誌
- ラブベリー（徳間書店） - 元専属モデル
- かわいく変身! おしゃれbook（主婦と生活社）
- さきどり中学チャレンジ組（ベネッセ）

### 映画
- 少年と星と自転車（2004年）
- 好夏3　星空のユグドラシル（2005年）
- ネコヤドのハルとアキ（2013年）

### 舞台
- アリスインプロジェクト「アリスインクロノパラドックス」（2011年5月8日、池袋・シアターグリーン） - 辻堂歩 役（日替わりゲスト）
- アリスインプロジェクト「時空警察ヴェッカーχ ノエルサンドレ[4]」（2011年11月1日 - 6日、荻窪かいホール） - 夏沢るり香 役[5]
- アリスインプロジェクト×企画演劇集団ボクラ団義「ハイスクールミレニアム[6]」（2011年12月13日 - 18日、池袋・シアターKASSAI） - 興松千鶴 役
- 時空警察ヴァージナルON-Line＜エクスターナル・フューチャー／前編＞〜時空警察学園〜（2023年11月25日　オフィス怪人社）-夏沢るり香／時空刑事ルリー・千葉佐那役

## 書籍

### 写真集
- たかお〜式（辰巳出版、2004年4月1日）ISBN 978-4777800155
- かけぬけてみて（ぶんか社、2004年8月27日）ISBN 978-4821126286
- harmony（学研、2005年6月）ISBN 978-4054027770
- Jr*LAST STORY（ぶんか社、2006年2月24日）ISBN 978-4821126767
- T.K.O（彩文館出版、2007年1月）ISBN 978-4775601761
- 満たされず満たせずそばにいる夜に（官能短歌写真展　2022年12月3日）
- 光彩（彩月貴央×三橋康弘写真展　2023年9月18日）
- Fikament（Mayu ＆ Ayatsuki Takaou 2023年10月15日）
- たまゆら（彩月貴央×コバヤシモトユキ　2023年10月25日）
- Tears（個展「Tears」　清田大介　2023年12月16日）

### カレンダー
- 彩月貴央 2006年度（2005年11月17日）